# Paracentrobia
Paracentrobia is een geslacht van vliesvleugeligen uit de familie Trichogrammatidae. De wetenschappelijke naam van dit geslacht is voor het eerst geldig gepubliceerd in 1897 door Howard.

## Soorten
Het geslacht Paracentrobia omvat de volgende soorten:
- Paracentrobia acuminata (Ashmead, 1888)
- Paracentrobia ajmerensis Yousuf & Shafee, 1988
- Paracentrobia americana (Girault, 1917)
- Paracentrobia andoi (Ishii, 1938)
- Paracentrobia auriscutellum (Girault, 1915)
- Paracentrobia bharatpurensis Yousuf & Shafee, 1988
- Paracentrobia bicolor (Girault, 1912)
- Paracentrobia brevifringiata Yousuf & Shafee, 1988
- Paracentrobia cassidavora Subba Rao, 1974
- Paracentrobia dimorpha (Kryger, 1932)
- Paracentrobia ducassei (Dozier, 1932)
- Paracentrobia exilimaculata Hu & Lin, 2004
- Paracentrobia fimbriata Fursov, 2007
- Paracentrobia fusca Lin, 1994
- Paracentrobia fuscusala Hu & Lin, 2004
- Paracentrobia garuda Subba Rao, 1974
- Paracentrobia immaculata (Girault, 1913)
- Paracentrobia israelica Subba Rao, 1974
- Paracentrobia livii (Girault, 1918)
- Paracentrobia longiclavata Yousuf & Shafee, 1985
- Paracentrobia longipedicelata Yousuf & Shafee, 1988
- Paracentrobia longipennis Yousuf & Shafee, 1988
- Paracentrobia lutea (Fullaway, 1914)
- Paracentrobia maduraiensis Yousuf & Shafee, 1988
- Paracentrobia magniclavata Yousuf & Shafee, 1985
- Paracentrobia mariellae (Ferrière, 1931)
- Paracentrobia masovica (Nowicki, 1940)
- Paracentrobia mira (Girault, 1913)
- Paracentrobia monotricha (Nowicki, 1940)
- Paracentrobia neoflava Yousuf & Shafee, 1988
- Paracentrobia nephotetticum (Mani, 1939)
- Paracentrobia parflava Yousuf & Shafee, 1988
- Paracentrobia prima (Perkins, 1912)
- Paracentrobia pubipennis Yousuf & Shafee, 1988
- Paracentrobia pulchella (Claridge, 1959)
- Paracentrobia punctata Howard, 1897
- Paracentrobia semifumipennis Viggiani, 1968
- Paracentrobia sexguttata (Girault, 1915)
- Paracentrobia subflava (Girault, 1911)
- Paracentrobia subflavella (Girault, 1916)
- Paracentrobia tapajosae Viggiani, 2009
- Paracentrobia tenuinervis (Nowicki, 1940)
- Paracentrobia tomaspidis (Pickles, 1932)
- Paracentrobia xanthogaster (Girault, 1912)
- Paracentrobia yasumatsui Subba Rao, 1974
- Paracentrobia zabinskii (Novicki, 1936)